# Steindorf - Am Moos
Steindorf - Am Moos este o arie protejată (arie specială de conservare — SAC, sit de importanță comunitară — SCI) din Austria întinsă pe o suprafață de 4,98 ha, integral pe uscat.

## Localizare
Centrul sitului Steindorf - Am Moos este situat la coordonatele 47°07′55″N 13°42′18″E / 47.132°N 13.705°E.

## Înființare
Situl Steindorf - Am Moos a fost declarat sit de importanță comunitară în decembrie 2015 pentru a proteja 1 specie de animale. Situl a fost protejat și ca arie specială de conservare în septembrie 2017.

## Biodiversitate
Situată în ecoregiunea alpină, aria protejată nu include niciun habitat protejat.
La baza desemnării sitului se află o specie protejată de  nevertebrate: Lycaena helle.